# Go-Uda
Go-Uda (後宇多天皇 Go-Uda-tennō; 17 dicembre 1267 – 16 luglio 1324) è stato il 91º imperatore del Giappone secondo il tradizionale ordine di successione.

## Biografia
Il suo regno durò 13 anni, dal 1274 al 1287. Il suo nome personale era Yohito-shinnō  (世仁親王?, Yohito-shinnō).
Si trattava del secondo figlio del precedente imperatore Kameyama, salì al trono dopo di lui. Dalla sua prima consorte, Horikawa (Minamoto) Motoko (堀河（源）基子) ebbe il principe Kuniharu (邦治親王) (in seguito l'imperatore Go-Nijō). Alla sua morte il corpo venne seppellito nel cimitero Rengebu-ji no Misasagi, città di Kyoto.